# SN 1987A
SN 1987A – gwiazda supernowa zaobserwowana 23 lutego 1987 w Wielkim Obłoku Magellana. Najjaśniejsza supernowa od 1604 roku widoczna gołym okiem. Maksymalną jasność osiągnęła 18 maja 1987 roku. Przed eksplozją gwiazda miała promień wynoszący około 35±5 R☉, przy wybuchu gwiazda wyrzuciła w przestrzeń kosmiczną materię o masie ok. 18±1,5 M☉. Według obserwacji z użyciem JWST supernowa SN 1987A skończyła jako gwiazda neutronowa.

## Odkrycie i obserwacje
Została odkryta przez Iana Sheltona i Oscara Duhalde'a z Obserwatorium Las Campanas 24 lutego 1987, oraz niezależnie przez innych astronomów z Nowej Zelandii. Na początku marca 1987 supernowa była obiektem obserwacji największego wówczas teleskopu kosmicznego Astron.
Regularnie obserwowana za pomocą teleskopu Hubble'a od czasu jego wystrzelenia w 1990 (pierwsze zdjęcie wykonano w 1278 dniu po wybuchu). Możliwość bezpośredniej obserwacji przebiegu eksplozji SN 1987A i ewolucji jej otoczenia po wybuchu dała naukowcom wyjątkową możliwość weryfikacji teorii dotyczących supernowych typu II.
Neutrina wysłane w czasie wybuchu supernowej zostały zarejestrowane przez detektory Kamiokande (11 sztuk),  IMB (8 sztuk) i Baksanski Podziemny Teleskop Scyntylatorowy (5 sztuk), dając początek astronomii neutrinowej.
W 2011 zaobserwowano stopniowe pojaśnienie pozostałości po supernowej, co spowodowane jest interakcją pomiędzy materią odrzuconą przez gwiazdę na długo przed wybuchem z materiałem, który został wyrzucony w przestrzeń kosmiczną w momencie jej wybuchu.  Pozostałości po wybuchu zaczynają uderzać w otaczający je obłok materii o promieniu około jednego roku świetlnego, a wynikająca z tego fala uderzeniowa generuje promieniowanie rentgenowskie, które rozgrzewa materię czyniąc ją widzialną.
Eksplozja supernowej wytworzyła znaczne ilości pyłu kosmicznego. Według danych obserwacyjnych z 2011, łączna ilość pyłu kosmicznego powstałego w wyniku eksplozji jest wystarczająca do powstania 20 tysięcy planet o masie Ziemi.
Opublikowane w 2024 wyniki analizy danych obserwacyjnych poczynionych z użyciem JWST wskazują, że SN 1987A po wybuchu przekształciła się do gwiazdy neutronowej.

## Gwiazda kwarkowa?
Według jednej z teorii po wybuchu supernowej gwiazda mogła się przekształcić w tzw. gwiazdę kwarkową. Zazwyczaj narodzinom gwiazdy neutronowej, powstającej po wybuchu supernowej, towarzyszy pojedynczy impuls neutrino. W przypadku eksplozji SN 1987A zanotowano dwa impulsy; drugi z nich nastąpił w pięć sekund po pierwszym. Nie udało się także dotychczas odkryć gwiazdy neutronowej, która powinna była powstać. Według chińskich astronomów drugi impuls mógł być sygnałem zapadnięcia się gwiazdy neutronowej w gwiazdę kwarkową.
Stwierdzenie czy pozostałość po wybuchu supernowej jest gwiazdą neutronową, czy kwarkową nie jest na razie możliwe przy użyciu współczesnych metod obserwacyjnych. Dopiero na następną dekadę planuje się umieszczenie na orbicie ziemskiej kosmicznych teleskopów promieniowania rentgenowskiego o rozdzielczości pozwalającej na dokładne badania SN 1987A.